# Scott S. Sheppard
Scott Sheppard é um astrônomo estadunidense do Departamento de Magnetismo Terrestre da Carnegie Institution of Washington.

## Descobertas
Sheppard descobriu vários satélites naturais dos planetas, principalmente de Júpiter e Saturno.